# Gonzalo López de Haro
Gonzalo López de Haro   (Puebla de Zaragoza, 14 de març de 1760 - Puebla de Zaragoza, 1823) fou un explorador i oficial naval espanyol, conegut per haver fet diversos viatges d'exploració per la costa oest d'Amèrica del Nord, en el que en l'actualitat són Alaska i la Colúmbia Britànica, a finals del segle xviii. També destacà com a topògraf, aixecant diversos mapes de les costes de Califòrnia i Sonora, així com diversos aixecaments topogràfics a Mèxic.

## Biografia
El març de 1788 foren enviats dos vaixells al nord per investigar l'activitat russa a Alaska. Esteban José Martínez, a bord de la balandra Princesa Real, comandava l'expedició, acompanyat pel paquebot San Carlos a les ordres de Gonzalo López de Haro, amb José María Narváez com a pilot. Ambdós vaixells arribaren al Prince William Sound al maig. Haro va navegar cap a l'oest, fins a l'illa Kodiak, i el 30 de juny va trobar un assentament rus a la badia Three Saints. El comandant rus, Efstratios Delarov, li va proporcionar un mapa de la costa d'Alaska i l'indicà la ubicació de set altres assentaments russos, els quals ja contenien prop de 500 homes. Delarov també va dir a Narváez que els russos tenien intenció d'ocupar el port de Nootka Sound, a la costa oest de l'illa de Vancouver. Després de la trobada, el San Carlos es va dirigir cap a l'est, unint-se al Princesa Real a l'illa Sitkinak. Haro i Martínez van navegar cap al sud-oest per investigar l'illa d'Unalaska, on hi havia una important base russa sota el comandament de Potap Kuzmich Zaikov. Martínez hi va arribar el 29 de juliol i Haro el 4 d'agost. La visita a Unalaska marca el punt més occidental on arribaren els viatges espanyols durant l'exploració d'Alaska.
El 1790 i el 1791 va ser primer pilot en l'expedició comandada per Francisco de Eliza. Haro fou suposadament el primer europeu a descobrir les illes San Juan.
El 1821, després de la Guerra d'Independència mexicana, Haro va ser empresonat a Puebla, Mèxic, on va morir el 1823.

## Reconeixements
L'estret d'Haro i l'illa de López duen el nom en honor seu.